# Campylopus stewartii
Campylopus stewartii är en bladmossart som beskrevs av R. Brown ter 1897. Campylopus stewartii ingår i släktet nervmossor, och familjen Dicranaceae. Inga underarter finns listade i Catalogue of Life.